# Погрешен завой
„Погрешен завой“ (на английски: Wrong Turn) е американски филм на ужасите от 2003 г. на режисьора Роб Шмид.

## Сюжет
Внимание:  Текстът по-долу разкрива сюжета на произведението (или части от него)!
По време на пътуване в Западна Вирджиния, САЩ, Крис поема погрешен завой. Отклонява поглед за миг от пътя и блъска друга кола, аварирала на пътя. Тръгват да търсят телефон, но попадат на жадни за кръв човекоядци – изроди в резултат на поколения кръвосмешения, които живеят в гората и за които ловът на хора е нещо обичайно и дълго чакано.